# Basilio III di Costantinopoli
Basilio III (al secolo Vasileios Georgiadis) (Scutari, 1846 – Istanbul, 29 settembre 1929) è stato un arcivescovo ortodosso greco con cittadinanza ottomana, già metropolita di Anchialo (1889-1909), Pelagonia (1909-1910) e Nicea (1910-1925), che ha ricoperto la carica di Patriarca ecumenico di Costantinopoli dal 13 luglio 1925 fino alla sua morte.
Fece parte della Massoneria, fu membro della Loggia Proodos (Progresso), di Costantinopoli.